# I due Foscari
I due Foscari (De twee Foscari’s) is een opera in drie bedrijven van Giuseppe Verdi op een Italiaans libretto van Francesco Maria Piave, gebaseerd op een historisch toneelstuk The Two Foscari van Lord Byron. De première vond plaats in het Teatro Argentina in Rome op 3 november 1844.

## Rolverdeling
- Francesco Foscari, Doge van Venitië - bariton
- Jacopo Foscari, zijn zoon - tenor
- Lucrezia Contarini, Jacopo Foscari's echtgenote - sopraan
- Jacopo Loredano, Lid van de Raad van Tien - bas
- Barbarigo, een senator - tenor
- Pisana, Vriend en vertrouweling van Lucrezia - mezzosopraan
- Een dienaar van de Raad van Tien - tenor
- Dienaar van de Doge - bas
- Leden van de Raad van Tien en de senaat, dienstbodes van Lucrezia, Venetiaanse dames, het volk, gemaskerde mannen en vrouwen, cipiers, gondeliers, pages en de twee zonen van Jacopo Foscari - koor

## Synopsis

### Eerste bedrijf
De leden van de senaat en de Raad van Tien vergaderen in het paleis van de doge. Jacopo, de zoon van de doge, Francesco Foscari, wordt beschuldigd van moord. Zijn vrouw Lucrezia pleit voor zijn onschuld, maar wordt niet geloofd en de senaat bekrachtigt het vonnis. De doge is diepbedroefd maar niet in staat in te grijpen.

### Tweede bedrijf
Jacopo ontwaakt in de armen van Lucrezia in de gevangenis. Zijn vader komt in zijn officiële functie van doge het vonnis aan zijn zoon mededelen, waarbij Loredano, zijn tegenstander, die de Raad van Tien tegen hem en zijn zoon heeft opgezet, triomfantelijk toekijkt. 

In de raadskamer van het paleis wordt het (doods)vonnis nogmaals bevestigd door de Raad.

### Derde bedrijf
De oude doge treurt om zijn zoon. hij ontvangt een brief waarin de werkelijke moordenaar zijn daad bekent, maar het is al te laat. Het vonnis is voltrokken. Loredano en zijn medestanders overreden de doge zijn functie neer te leggen. Hij sterft aan een gebroken hart.

## Belangrijke aria's
- Dal più remoto esilio - Jacopo Foscari in het eerste bedrijf, scène 1
- Odio solo ed odio atroce - Jacopo Foscari in het eerste bedrijf, scène 1
- Sento Iddio che mi chiama - Jacopo Foscari in het eerste bedrijf, scène 1
- La clemenza! s'aggiunge lo scherno - Lucrezia Contarini in het eerste bedrijf, scène 2
- Tu al cui sguardi onni possente - Lucrezia Contarini in het eerste bedrijf, scène 2
- O vecchio cor che batte - Francesco Foscari in het eerste bedrijf, scène 4
- Non maledirmi o prode - Jacopo Foscari in het tweede bedrijf, scène 1
- All'infelice veglio - Jacopo Foscari in het derde bedrijf, scène 1
- O padre, figli, sposa - Jacopo Foscari in het derde bedrijf, scène 1
- Più non vive...l'innocente - Lucrezia Contarini in het derde bedrijf, scène 1
- Quel bronzo feral - Francesco Foscari in het derde bedrijf, scène 2
- Questa dunque è l'iniqua mercede - Francesco Foscari in het derde bedrijf, scène 2

## Geselecteerde opnamen
| Jaar | Rolverdeling (Francesco Foscari, Jacobo Foscari, Lucrezia, Loredano)   | Dirigent, operagezelschap en orkest               | Label                            |
| ---- | ---------------------------------------------------------------------- | ------------------------------------------------- | -------------------------------- |
| 1951 | Giangiacomo Guelfi, Carlo Bergonzi, Maria Vitale, Pasquale Lombardo    | Carlo Maria Giulini, RAI koor en orkest           | Warner Fonit Cat: 8573-83515-2   |
| 1977 | Piero Cappuccilli, José Carreras, Katia Ricciarelli, Samuel Ramey      | Lamberto Gardelli, ORF Symphony Orchestra en koor | Philips Cat: 475-8697            |
| 2000 | Leo Nucci, Vincenzo La Scola, Alexandrina Pendatchanska, Danilo Rigosa | Nello Santi, Teatro San Carlo Koor en orkest      | DVD (live performance): TDK Cat: |